# Recubrimiento antiincrustante biomimético
Un recubrimiento antiincrustante biomimético es un tratamiento que evita la acumulación de organismos marinos en una superficie. Los recubrimientos antiincrustantes típicos no son biomiméticos, sino que se basan en compuestos químicos sintéticos que pueden tener efectos nocivos para el medio ambiente. Los principales ejemplos son los compuestos de tributilestaño, que son componentes de las pinturas para evitar la bioincrustación de los cascos de los barcos. Aunque son muy eficaces para combatir la acumulación de percebes y otros organismos problemáticos, las pinturas que contienen organoestaño son perjudiciales para muchos organismos y se ha demostrado que interrumpen las cadenas alimentarias marinas.
Los recubrimientos antiincrustantes biomiméticos son muy lucrativos debido a su bajo impacto ambiental y su éxito demostrado. Algunas propiedades de un recubrimiento antiincrustante biomimético se pueden predecir a partir de los ángulos de contacto obtenidos de la ecuación de Wenzel y el ERI calculado. Materiales naturales como la piel de tiburón continúan inspirando a los científicos para mejorar los recubrimientos que existen actualmente en el mercado.

## Métodos químicos
La mayoría de los recubrimientos antiincrustantes se basan en compuestos químicos que inhiben la formación de incrustaciones. Cuando se incorporan a recubrimientos marinos, estos biocidas se filtran en el entorno inmediato y minimizan las incrustaciones. El agente antiincrustante sintético clásico es el tributilestaño (TBT). Los biocidas naturales suelen mostrar un menor impacto ambiental pero una eficacia variable.

Estructura química de la bufalina (3,4-dihidroxibufa-20,22 dienolida)

Los biocidas naturales se encuentran en una variedad de fuentes, incluidas esponjas, algas, corales, erizos de mar, bacterias y ascidias, e incluyen toxinas, anestésicos y moléculas inhibidoras del crecimiento/adhesión/metamorfosis. Como grupo, las microalgas marinas por sí solas producen más de 3600 metabolitos secundarios que desempeñan funciones ecológicas complejas, incluida la defensa contra los depredadores, así como la protección antiincrustante, lo que aumenta el interés científico en la evaluación de productos naturales marinos como biocidas naturales. Los biocidas naturales generalmente se dividen en dos categorías: terpenos (que a menudo contienen grupos de ligandos insaturados y grupos funcionales de oxígeno electronegativos) y no terpenos.
El biocida natural más eficaz es el 3,4-dihidroxibufa-20,22 dienolida, o bufalina (un esteroide del veneno de sapo Bufo vulgaris ), que es más de 100 veces más eficaz que el TBT para prevenir la bioincrustación. Sin embargo, la Bufalina es cara. Algunos compuestos naturales con rutas sintéticas más simples, como la nicotinamida o la 2,5,6-tribromo-1-metilgramina (de Zoobotryon pellucidum ), se han incorporado a pinturas antiincrustantes patentadas.

Una desventaja importante de los agentes químicos biomiméticos es su modesta vida útil. Dado que los biocidas naturales deben filtrarse del recubrimiento para ser efectivos, la tasa de lixiviación es un parámetro clave.

{\displaystyle {\text{Total biocide release}}={L_{\text{a}}\times a\times W_{\text{a}}\times 100 \over \ SVR\times SPG\times DFT}}
Donde La es la fracción del biocida realmente liberado (normalmente alrededor de 0,7), a es la fracción de peso del ingrediente activo en el biocida, DFT es el espesor de la película seca, Wa es la concentración del biocida natural en la pintura húmeda, SPG es la gravedad específica de la pintura húmeda y SVR es el porcentaje de pintura seca a pintura húmeda por volumen.

## Imitadores de piel de tiburón
Una clase de recubrimientos antiincrustantes biomiméticos está inspirada en la superficie de la piel del tiburón, que consiste en escamas placoides superpuestas a escala nanométrica que presentan crestas paralelas que evitan eficazmente que los tiburones se ensucien incluso cuando se mueven a baja velocidad. Las cualidades antiincrustantes de los diseños inspirados en la piel de tiburón parecen depender en gran medida del índice de rugosidad de ingeniería (ERI).
Donde r es la relación de rugosidad de Wenzel, n es el número de características superficiales distintas en el diseño de la superficie y φ es la fracción de área de las partes superiores de las características superficiales distintas. Una superficie completamente lisa tendría un ERI = 0.
Utilizando esta ecuación se puede modelar la cantidad de esporas de microincrustaciones por milímetro cuadrado. Similar a la piel de tiburón real, la naturaleza modelada de Sharklet AF muestra diferencias microestructurales en tres dimensiones con un ERI correspondiente de 9,5. Esta diferencia en el patrón tridimensional proporciona una reducción del 77 % en el asentamiento de microincrustaciones. Otras superficies rugosas artificiales a escala nanométrica sin patrones, como pilares circulares de 2 μm de diámetro (ERI = 5,0) o crestas de 2 μm de ancho (ERI = 6,1), reducen el asentamiento de incrustaciones en un 36 % y un 31 %, respectivamente, mientras que una superficie con más patrones compuesta por pilares circulares de 2 μm de diámetro y triángulos equiláteros de 10 μm (ERI = 8,7) reduce el asentamiento de esporas en un 58 %. Los ángulos de contacto obtenidos para superficies hidrófobas están directamente relacionados con las rugosidades de la superficie mediante la ecuación de Wenzel.